# Явленский, Алексей Георгиевич фон
Алексе́й Гео́ргиевич Явле́нский (Алексей фон Явленский, нем. Alexej von Jawlensky; 13 (25) марта 1864, Торжок — 15 марта 1941, Висбаден) — русский и немецкий живописец, один из основоположников живописи экспрессионизма, участник групп «Синий всадник» и «Синяя четвёрка». На протяжении 30 лет состоял в гражданском браке с Марианной Верёвкиной.

## Биография
Сын гусарского полковника Егора (Георгия) Никифоровича Явленского (1826—1885) и его второй жены Александры Петровны Медведевой, наследницы имения Кузлово в Вышневолоцком уезде. Брат генерал-майора Сергея Явленского и псковского губернатора Дмитрия Явленского. До 10 лет воспитывался в Кузлове. С 1874 года жил с матерью в Москве, учился в кадетском корпусе. По окончании 3-го Александровского военного училища (1887) служил во 2-м Кронштадтском батальоне поручиком.
С 25-летнего возраста посещал вольнослушателем класс Репина при Академии художеств в Петербурге. В 1896 г. штабс-капитан Явленский вышел в отставку, чтобы посвятить себя целиком живописи.
В том же году со своей невестой Марианной Верёвкиной переехал в Мюнхен, где вместе с Кандинским, Кардовским и Грабарём поступил в художественную студию Антона Ажбе. В Германии стал называть себя «фон Явленский», чтобы подчеркнуть благородное происхождение.
На протяжении 18 лет квартира Явленского и Верёвкиной в доме № 23 по Гизельштрассе оставалась одним из центров русской колонии, где, помимо известных художников, бывали Дягилев и Нижинский, Анна Павлова и Элеонора Дузе. Отойдя от мюнхенского реализма, до 1908 года находился под влиянием ван Гога. После знакомства в 1907 году с Матиссом и другими фовистами развил собственный стиль цветовой гаммы, сохранённый им до начала Первой мировой войны.
В 1894 году в имении генерала Верёвкина («Благодать» близ Ковно) Явленский встретил воспитанницу его владельцев — 13-летнюю Елену Незнакомову (1881—1965), которая позднее находилась в услужении у Марианны. В 1902 году провёл больше года в Прибалтике, где Незнакомова родила ему сына Андрея. Тем не менее Явленский не прерывал отношений с Верёвкиной до 1919 года.
В 1909 году он основал вместе с Кандинским, Адольфом Эрбслё, Габриэль Мюнтер, Марианной Верёвкиной и другими «Новое Мюнхенское художественное объединение», предшествовавшее «Синему всаднику» (группе, которую создали Кандинский и Франц Марк и к которой тесно примыкал сам Явленский). Он выставлял свои работы совместно с работами художников группы, в том числе в интернациональных «Салонах» Издебского, организованных при участии Кандинского в 1909—1911 годах в ряде городов России.
В 1914 году, после начала войны, Явленскому пришлось покинуть Германию и переселиться в Швейцарию. Здесь он начал свои «Вариации» — цикл работ, посвящённый ландшафтной тематике. После расставания с Верёвкиной переехал в 1921 году в Висбаден, где обвенчался с Незнакомовой и прожил до своей смерти.
В Висбадене Явленский познакомился с коллекционером и меценатом Генрихом Кирхгофом, который оказывал ему материальную поддержку. По совету своего импресарио Эммы Шейер («Галка») вместе с Василием Кандинским, Паулем Клее и Лионелом Фейнингером основал в 1924 году объединение «Синяя четвёрка», проводившее свои выставки в Германии и (главным образом) в США.
В 1930 году он подал заявление на получение немецкого гражданства, которое получил в 1934 году. С 1933 году, после прихода к власти национал-социалистов, картины Явленского запретили выставлять.
С 1927 года Явленского постоянно мучил артрит, и в 1938 году он прекратил заниматься живописью. Для последних работ (более тысячи полуабстрактных «медитаций» 1933-37 гг.) характерны нарочитая грубость широкого мазка и мрачность контрастного колорита. В 1937 году 72 его работы были конфискованы нацистами как «дегенеративное искусство».
Алексей Явленский умер в Висбадене в разгар Второй мировой войны; был похоронен на городском православном кладбище. Его сын Андрей Незнакомов (1902—1984) также был художником, после пленения советскими войсками до 1955 года находился в советских лагерях.

Примеры произведений Явленского
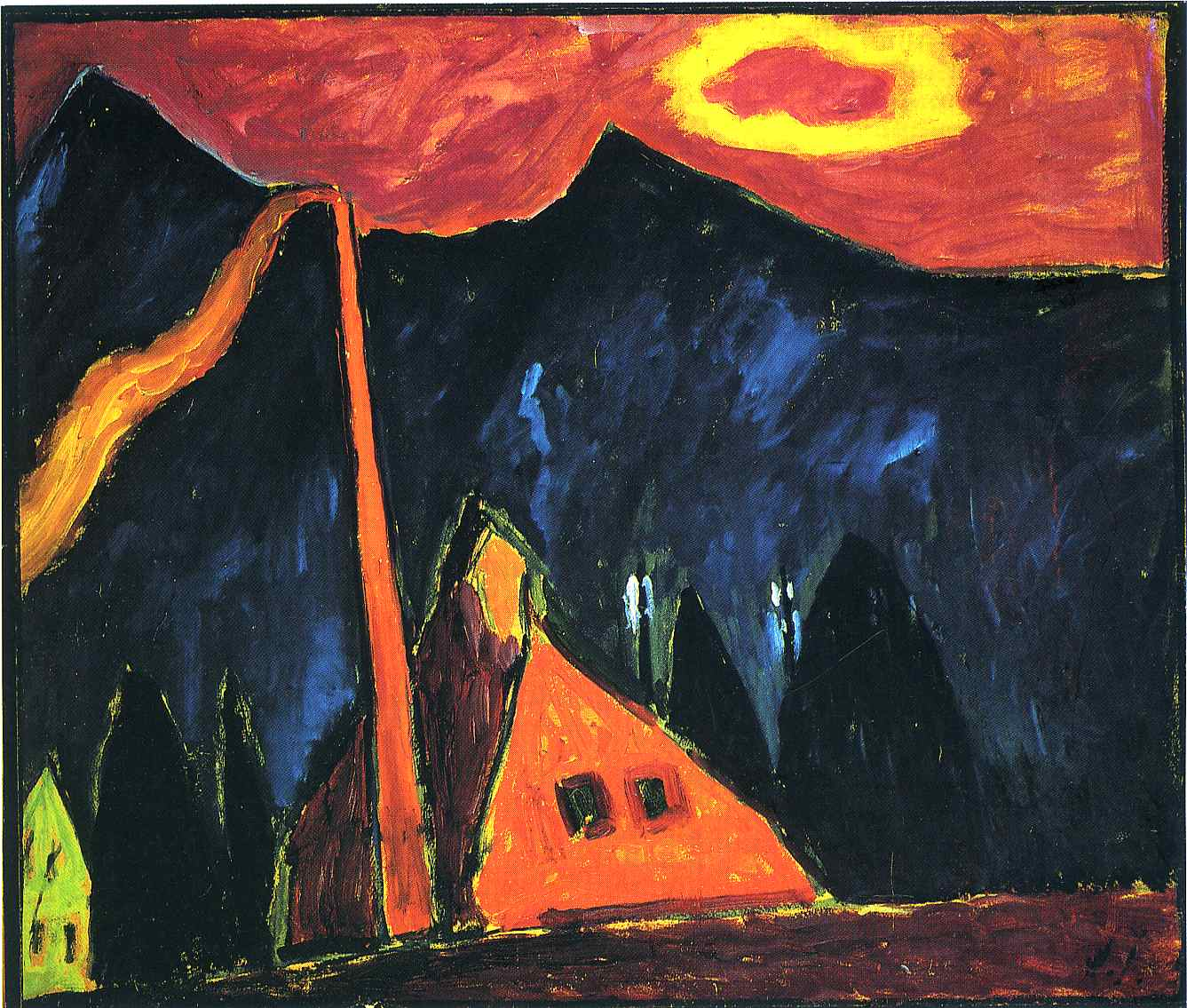
Фабрика (1910)
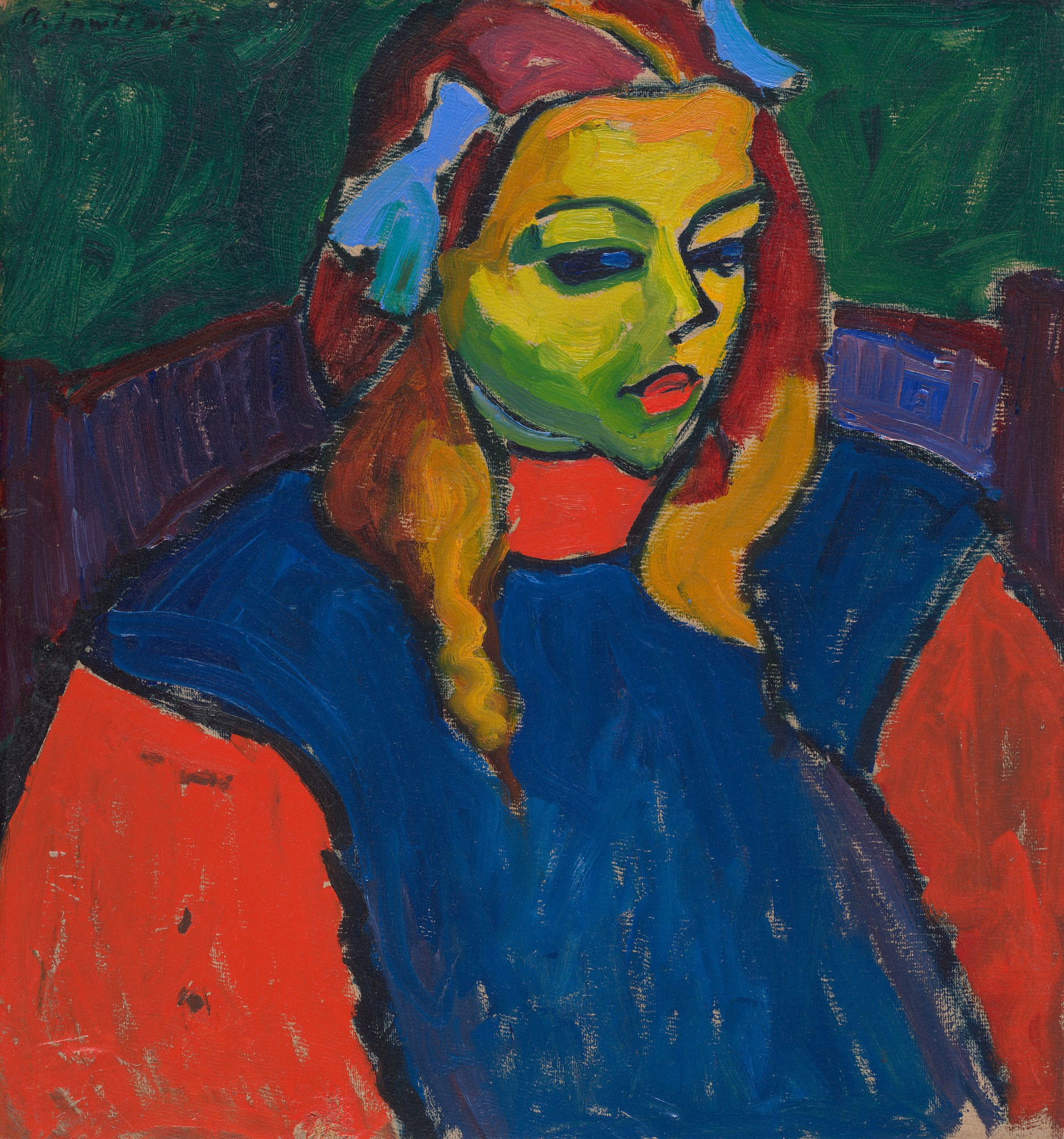
Девочка с зелёным лицом (1910)
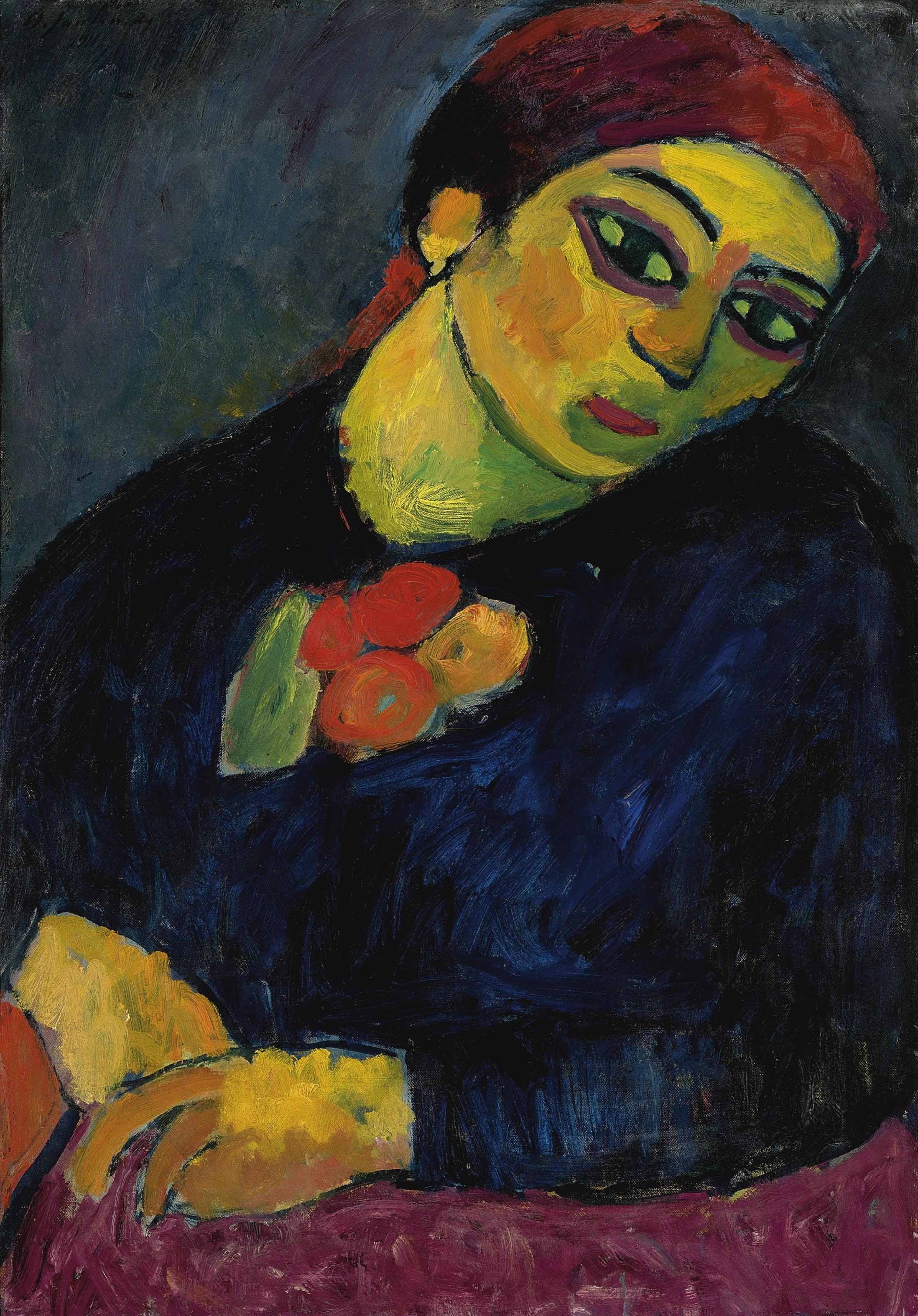
Хелен (1911)
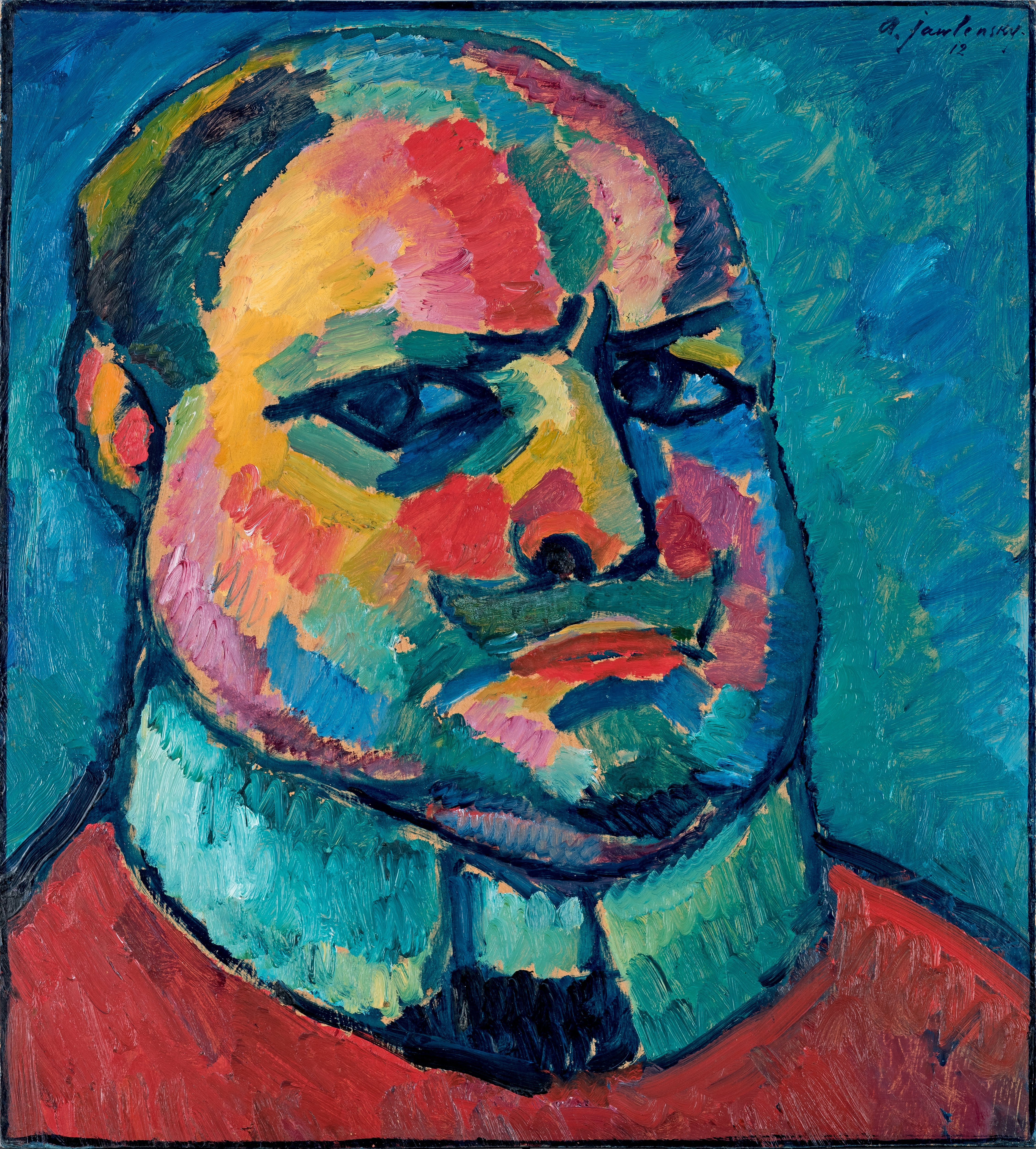
Автопортрет (1912)
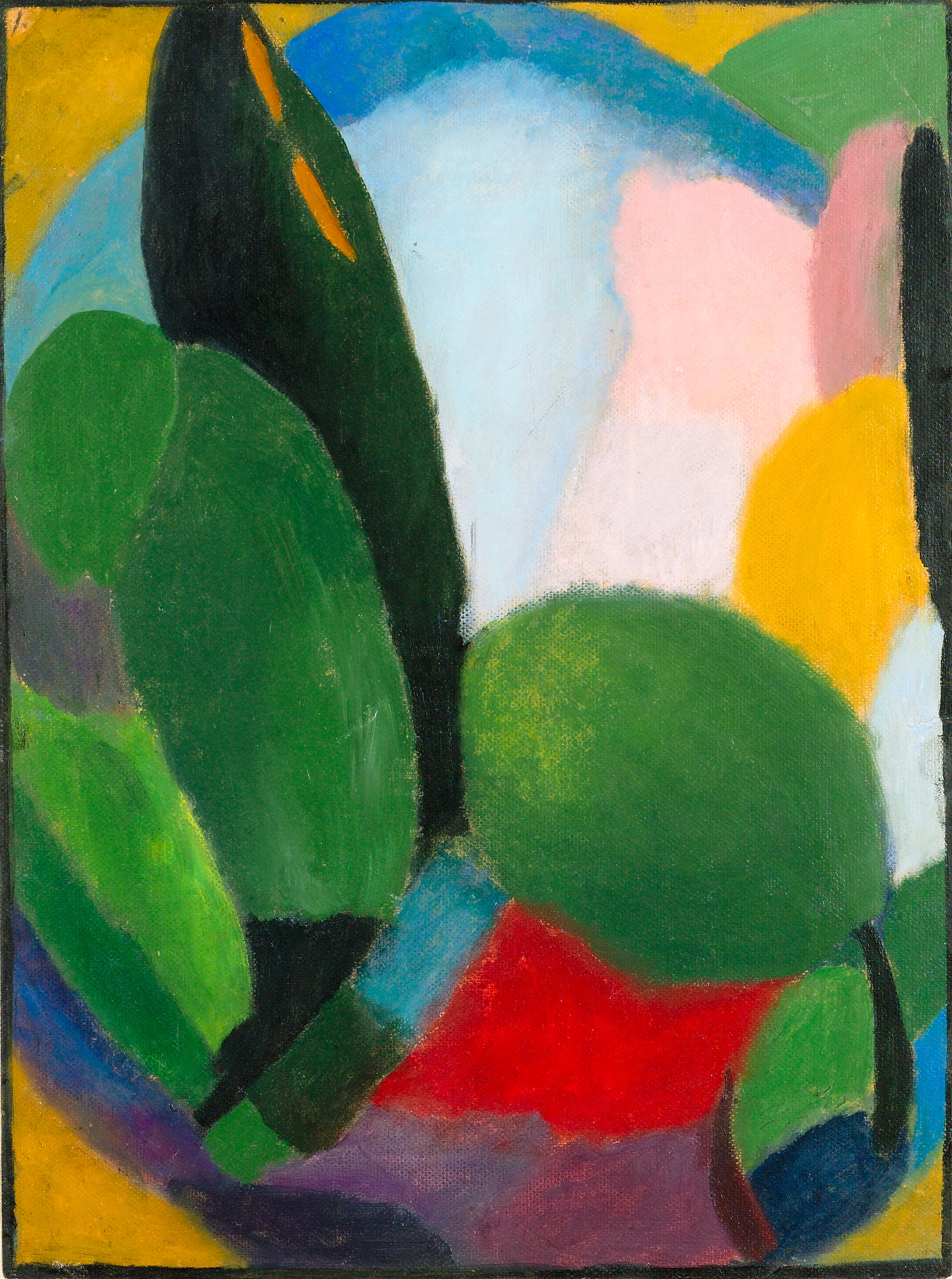
Вариация (1916)
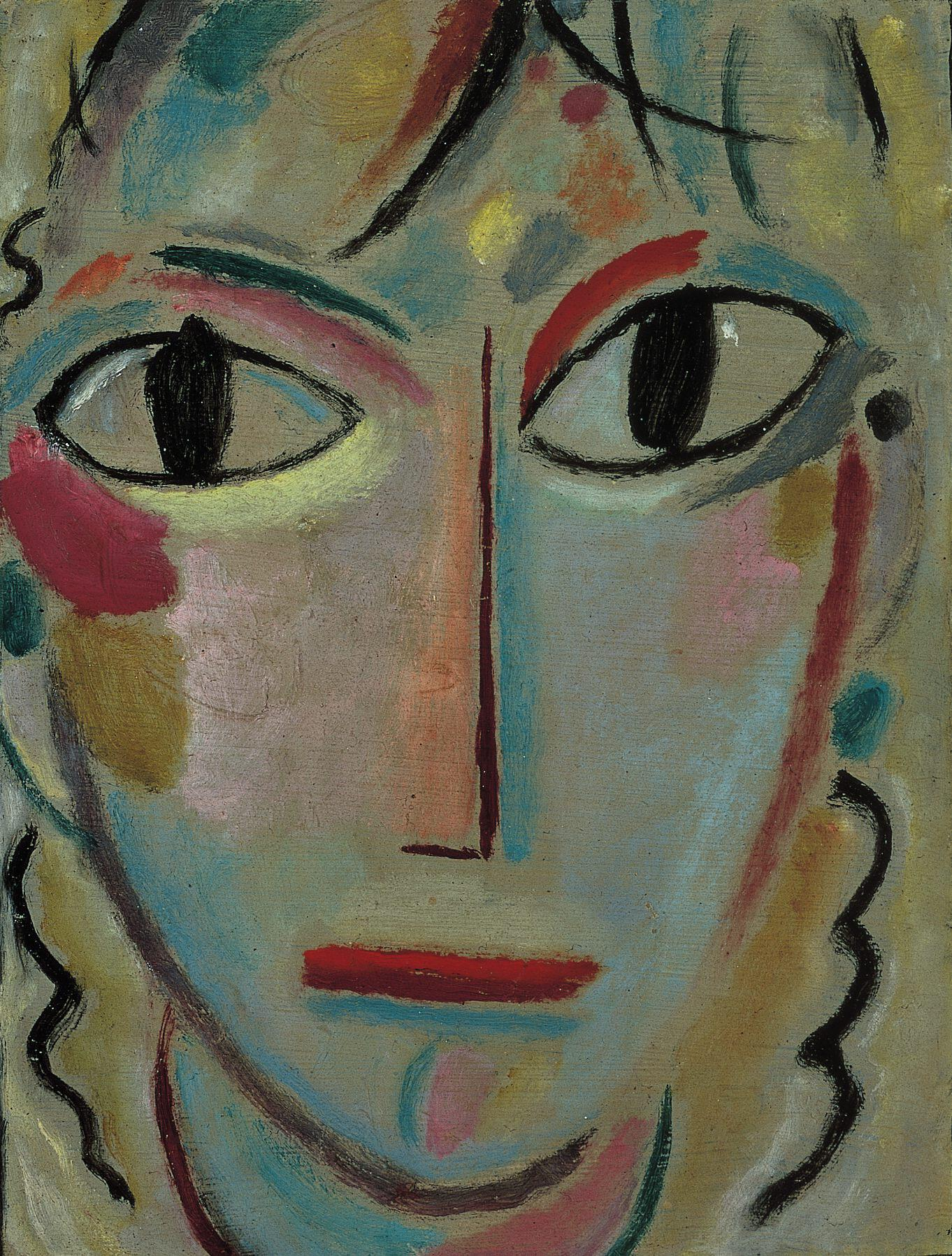
Удивление (1919)
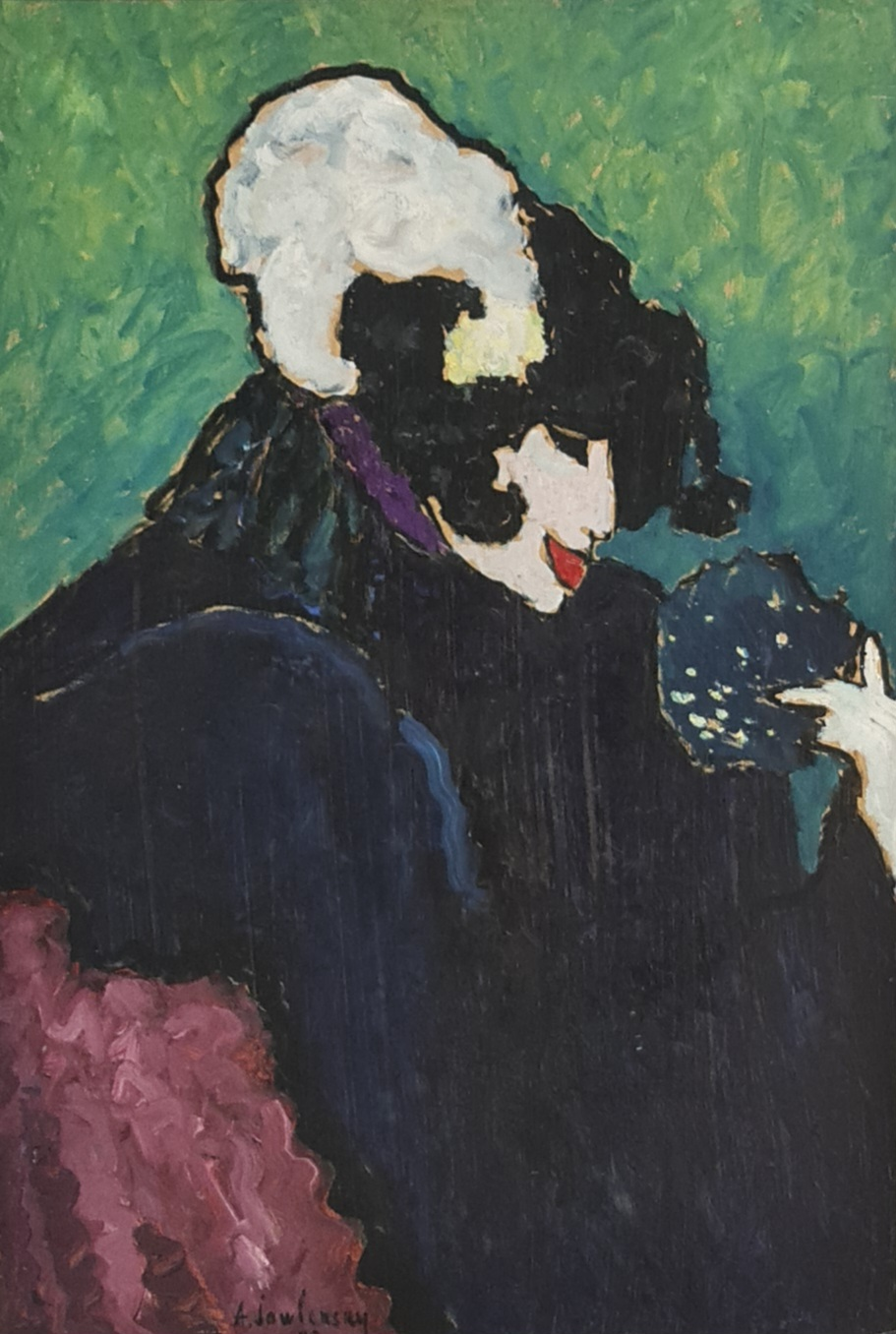
Белое перо (1909)